# Sam LaPorta
(en) Statistiques sur pro-football-reference
Samuel Joseph LaPorta dit Sam LaPorta (né le 12 janvier 2001 à Highland) est un joueur américain de football américain évoluant au poste de tight end.
Il est actuellement dans la franchise des Lions de Détroit en National Football League (NFL).